# Chandelle (éclairage)
Pour les articles homonymes, voir Chandelle.

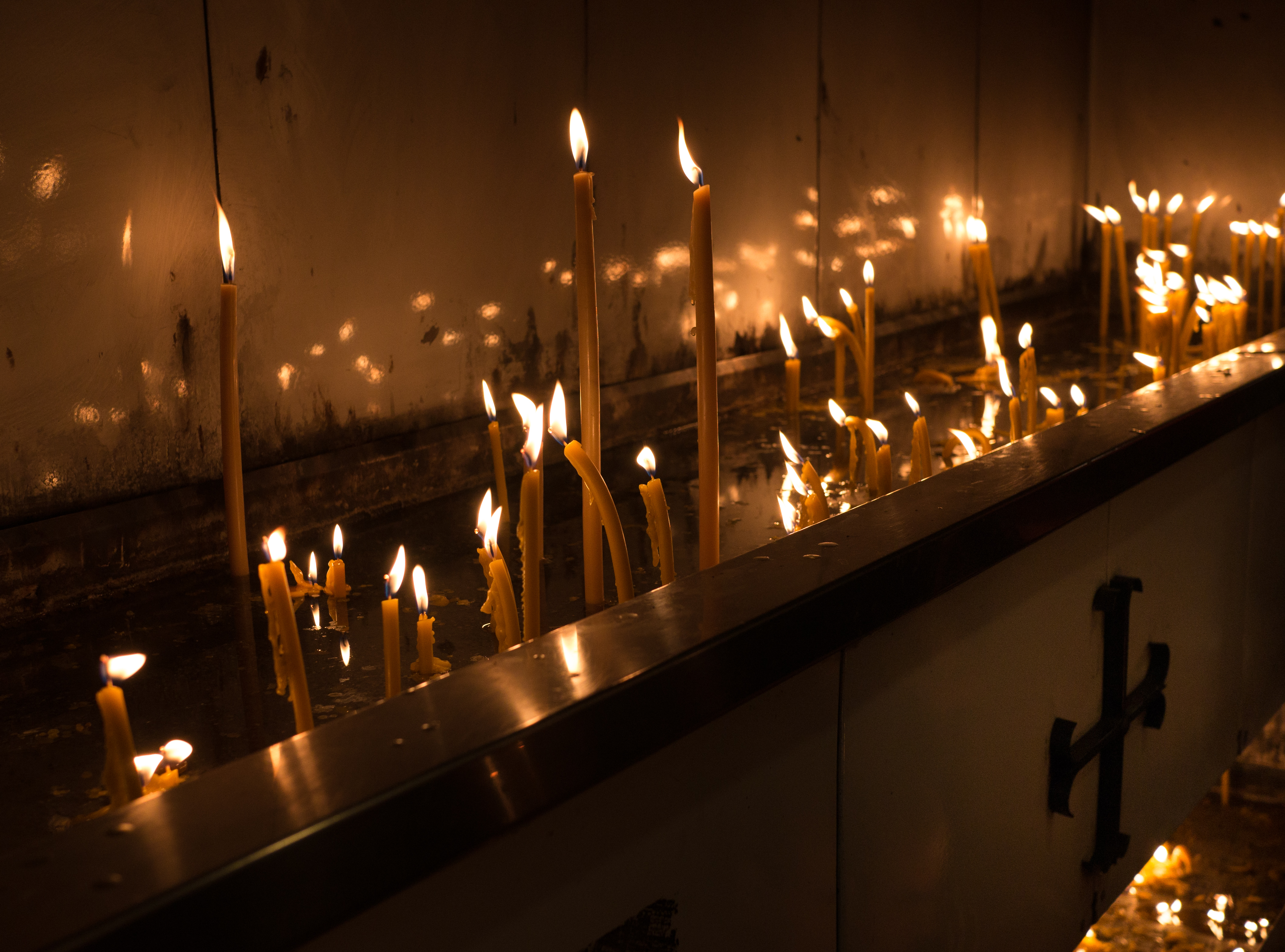
Salle des chandelles dans une église orthodoxe à Ljubljana en Slovénie.

La chandelle est un dispositif d'éclairage à flamme formé d'une mèche entourée de matière combustible solide. Elle a été progressivement remplacée par la bougie, qui ne s'en distingue que par la composition.
Au Moyen Âge, la mèche était en chanvre ou en étoupe ; elle fut ensuite en coton. Le combustible était généralement du suif de mouton ou de bœuf. Il existait plusieurs procédés de fabrication : faire couler le suif liquide sur la mèche tendue, plonger la mèche dans un récipient de suif liquide ou verser du suif dans un moule où était disposée la mèche. Contrairement à la bougie, plus chère, la chandelle brûlait avec une odeur forte et en émettant une fumée noire. 
Dans certaines régions, par exemple le sud de la France, le suif était remplacé par de la résine.

## Sources
- Larousse du XXe siècle, édition 1929.